# 任鉉
任鉉（イム・ヒョン、韓国語:임현、1549年 - 1597年）は、李氏朝鮮中期の文臣。本貫は豊川、字は士重。

## 生涯
1583年に庭試文科に合格して承文院正字になったが、1591年西人鄭澈の一味として罷職された。1592年に文禄・慶長の役が勃発すると、江原道道士になり、春川で日本軍を撃破して 淮陽府使となった。その後、南原府使となり、1597年8月、南原城が小西行長軍に占領されると、城を取り戻すため南原城の戦いで戦ったが敗れて戦死した。
死後議政府左賛成、さらに議政府領議政を追贈された。